# 寺田員人
寺田 員人（てらだ かずと、1956年3月 - ）は、日本歯科大学教授。

## 経歴
1980年日本歯科大学新潟歯学部卒業、同大学助手を経て、1986年新潟大学大学院修了、学位 歯学博士取得。博士論文は「High pull chin capとposterior bite block併用時に下顎骨に現れる応力分布について : 最適形状決定法によるhigh pull chin capとposterior bite blockの併用時に生じる下顎骨形態変化の検討」。
その後、新潟大学助手、講師、助教授を経て、2006年に日本歯科大学新潟生命歯学部歯科矯正学講座教授に就任。

## 共著
- 花田晃治、寺田員人 他 著、新潟大学大学院医歯学総合研究科ブックレット新潟大学編集委員会 編『顔から学ぶ』新潟日報事業社〈ブックレット新潟大学25〉、2004年2月20日。ISBN 978-4861320248。 NCID BA66028172。
- 花田晃治、寺田員人 著「第3章 臨床現場におけるリハビリメイクの実践  医療の一部となりうるリハビリメイク―口唇裂口蓋裂の患者さんの社会復帰の観点から―」、かづきれいこ、田上順次 編『デンタル・メディカルスタッフのためのリハビリメイク入門』医歯薬出版、2004年10月。ISBN 978-4-263-44183-1。 NCID BA69716229。
- 寺田員人 著「III編 治療学 18章 永久歯列期の治療 II 下顎前突」、相馬, 邦道、飯田, 順一郎; 山本, 照子 ほか 編『歯科矯正学』（第5版）医歯薬出版、2008年3月25日。ISBN 978-4-263-45615-6。
- 新井一仁、石川博之、北井則行、後藤滋巳、清水典佳、寺田員人、中村芳樹、福井和徳、槇宏太郎、松本尚之、三浦廣行、溝口到、山田一尋『新しい歯科矯正学』（第3版）永末書店、2012年3月24日。ISBN 978-4-8160-1240-2。

## 所属学会
- 日本矯正歯科学会、認定医
- 甲北信越矯正歯科学会
- 日本顎変形症学会
- 日本口蓋裂学会
- 日本顎関節学会
- 日本口腔科学会
- 日本口腔衛生学会
- 電子情報通信学会
- 日本顎変形症学会
- 日本歯科審美学会
- 日本口腔外科学会

| 学職                                         | 学職                                                                     | 学職                                     |
| -------------------------------------------- | ------------------------------------------------------------------------ | ---------------------------------------- |
| 先代 亀田晃 1977年-                          | 日本歯科大学新潟生命歯学部歯科矯正学講座教授 2006年 -                    | 次代 （現職）                            |
| 先代 森山啓司 第15回 2010年 東京医科歯科大学 | 日本顔学会大会 大会長 第16回 2011年 日本歯科大学新潟生命歯学部           | 次代 村上伸一 第17回 2012年 東京電機大学 |
| 先代 齊藤功 第27回 2012年 新潟県歯科医師会館 | 甲北信越矯正歯科学会大会 大会長 第28回 2013年 日本歯科大学新潟生命歯学部 | 次代                                     |